# Encyrtus clavicornis
Encyrtus clavicornis (лат.) — ископаемый вид мелких хальцидоидных наездников рода Encyrtus из семейства Encyrtidae. Обнаружен в европейских ископаемых останках (Германия; верхний олигоцен, 28,4—23,03 млн лет назад). Длина тела 2,4 мм.
Вид Encyrtus clavicornis был впервые описан в 1938 году биологом Георгом Статцом (George Statz). Первый ископаемый представитель крупного паразитического семейства энциртиды (известно более 3600 современных видов).